# Karl von Reitzenstein (General)
Karl Friedrich Ludwig Moritz Freiherr von Reitzenstein (* 14. Juni 1793 in Tützpatz; † 7. Oktober 1846 in Karlshall bei Magdeburg) war ein preußischer Generalmajor und Kommandeur der 7. Landwehr-Brigade.

## Leben

### Herkunft
Karl entstammt der uradeligen fränkischen Familie Reitzenstein, Linie Haus Unter-Schwarzenstein. Seine Eltern waren der preußische Generalmajor Heinrich August Friedrich von Reitzenstein und dessen Ehefrau Henriette Amalie Dorothea, geborene von Heyden-Linden (1771–1823). Sein Bruder Heinrich Hans Wilhelm (1796–1865) wurde General der Infanterie.

### Militärkarriere
Am 1. August 1805 kam Reitzenstein als Gefreitenkorporal in das Infanterieregiment „von Unruh“ der Preußischen Armee, nahm am Vierten Koalitionskrieg teil und wurde nach der Schlacht bei Jena inaktiv gestellt. Nach dem Frieden von Tilsit ging er am 4. Juni 1808 in mecklenburg-strehlitzische Dienste und erhielt am 10. März 1810 seinen Abschied als Sekondeleutnant. Reitzenstein trat wieder in preußische Dienste und wurde im 1. Schlesischen Infanterie-Regiment angestellt. 1810/12 absolvierte er die Allgemeinen Kriegsschule und kam anschließend in das Schlesische Grenadier-Bataillon. Kurzzeitig war er im Sommer/Herbst 1813 zur Dienstleistung bei Generalleutnant Friedrich von Kleist kommandiert, bevor Reitzenstein am 24. Dezember 1813 in den Generalstab versetzt wurde.
Während der Befreiungskriege kämpfte er in den Schlachten bei Großgörschen, Bautzen, Dresden, Kulm und Leipzig, wo er mit dem Eisernen Kreuz II. Klasse ausgezeichnet wurde. Ferner war er bei den Schlachten von Laon, Paris und Ligny. Für sein Verhalten bei Wavre erhielt Reitzenstein das Eiserne Kreuz I. Klasse. Er nahm außerdem an den Gefechten von Nollendorf, Etoges, Chapaibert, Neuilly, Mery, May und La-Ferte-Gauche teil. Für die Blockade von Erfurt erhielt er den Orden des Heiligen Wladimir IV. Klasse. In der Zeit wurde er am 5. Juli 1814 zum Premierleutnant befördert und in den Generalstab der 10. Brigade versetzt. Am 2. Oktober 1815 avancierte er zum Kapitän im Generalstab der Truppenbrigade in Magdeburg. Dort wurde er am 10. April 1821 zum Major befördert und im Jahr 1823 zum Generalkommando des IV. Armee-Korps versetzt. Am 30. März 1836 wurde er Oberstleutnant und am 30. März 1838 mit Patent vom 7. April 1838 zum Oberst befördert. Nach einer Revue vor dem König erhielt Reitzenstein am 15. September 1838 eine Prämie von 500 Talern sowie am 5. Oktober 1838 den Orden der Heiligen Anna II. Klasse. Am 30. März 1844 erfolgte seine Beförderung zum Generalmajor. König Friedrich Wilhelm IV. verlieh ihm am 23. September 1844 den Roten Adlerorden II. Klasse mit Eichenlaub. Reitzenstein übernahm am 17. Oktober 1844 das Kommando über die 16. Landwehr-Brigade in Trier. Auf seinen Wunsch hin wurde er von diesem Kommando entbunden und am 24. Februar 1846 zum Kommandeur der 7. Landwehr-Brigade in Magdeburg ernannt. Er starb am 7. Oktober 1846 in Karlshall bei Magdeburg.
Im Jahr 1838 schrieb der Prinz Carl von Preußen über seinen Chef des Stabes: „Er ist wissenschaftlich und fein gebildet, streng Moralisch, sehr pünktlich im Dienst und mit den Geschäften des mir anvertrauten Korps sehr bekannt, indem er beinahe 25 Jahre in demselben steht. Er leidet zuweilen am Unterleibe.“

### Familie
Reitzenstein heiratete am 3. Januar 1819 Bertha Luise Albertine Gräfin von Chasôt (1801–1868), eine Tochter des Ludwig von Chasôt. Das Paar hatte mehrere Kinder:
- Egmont Heinrich Wilhelm Friedrich Abraham (1819–1900), preußischer Generalmajor ⚭ 1854 Anna Marie Charlotte von Sack (1828–1910)
- Karl Friedrich Heinrich Chlodwig (Ludwig) (1823–1874), Kustos der Universitätsbibliothek in Straßburg

⚭ 1849 Adele Freiin von Badenfeld (1829–1852)
⚭ Carolina von Rathgeb-Lautsch (* 1836)
- Bertold Heinrich Friedrich Wilhelm Karl Hugo (1824–1891), Herr von Froschgrün, K.K. Oberstleutnant

⚭ 1849 (geschieden 1867) Julie Auguste von Gerschow († 1876), verwitwete Gräfin Tressan
⚭ 1868 Sophie Ottilie Marie Hospes (1819–1908)
- Eleonore Kamilla Thorilde Priscilla Eglantine (1826–1871)

⚭ 1844 Otto Bernhard von der Hagen (1812–1849), Herr auf Stölln
⚭ Hermann Karl Freiherr von Humboldt (1809–1870), Sohn von Wilhelm von Humboldt
- Albrecht Richard Friedrich Ernst Karl (1830–1905), Regierungs- und Forstrat in Magdeburg

⚭ 1857 Amalie Margaretha Kathrina Schmidt (1832–1862)
⚭ 1869 Barbara Margaretha Jokobine Böhm (1840–1903)
- Julius Maria Karl Erich Alexis (1838–1891), Major a. D.